# Peter Božič
Peter Božič (30 december 1932, Bled – 10 juli 2009, Ljubljana) was een Sloveens schrijver, toneelschrijver, politicus en journalist. Hij staat bekend om zijn modernistische romans waarin hij de gruwelijkheden van de Tweede Wereldoorlog beschrijft en voor zijn literaire weergaven van de lagere klassen.

## Leven
Peter Jožef Božič is geboren in 1932 in Bled, Slovenië. Bled behoorde toen tot het Koninkrijk Joegoslavië. Zijn vader was een spoorwegbeambte. Daardoor moest het gezin enkele malen verhuizen. Zijn moeder stierf toen hij slechts vier jaar oud was. Zijn kindertijd bracht hij door in Novo mesto en in Maribor. Hij ging er ook naar de lagere school. Tijdens de Tweede Wereldoorlog emigreerde het gezin naar Wrocław, waar hij zijn opleiding aan de middelbare school verderzette. Vervolgens verhuisden ze naar Dresden. In 1945 overleefde hij daar de bombardementen op de stad. Hij bracht vele dagen door in Duitse bunkers. Als kind werd hij dus geraakt door de wreedheid van de oorlog, die op hem een traumatische invloed hadden. 
Na de oorlog, keerde het gezin terug naar Maribor, waar hij zijn middelbareschoolopleiding vervolgde  Hij werd er lid van een toneelgroep en werd bevriend met auteurs van illegale onderzoeksnieuwsbladen (bv. Polde Bibič, Jože Pučnik, Marjan Belina). Daarvoor werd hij veroordeeld in 1951 en bestraft met een vijfjarig verbod op schoolgaan. Het verbod werd echter na één jaar al terug ingetrokken.
Na het afsluiten van de middelbare school, schreef hij zich in aan de universiteit van Ljubljana. Eerst volgde hij de richting bosbouw. Daarna besloot hij slavistiek te studeren, maar hij rondde zijn studies nooit af. In zijn studententijd leefde hij als een bohemien. 
In de late jaren 50 begon hij samen te werken met de zogenaamde Kritische Organisatie. Die organisatie bestond uit een groep jonge Sloveense intellectuelen die het starre culturele beleid van het Tito-regime bestreed. Daarna werkte hij als zelfstandig schrijver, journalist, redacteur en werknemer van de Associatie voor Culturele Organisatie van Slovenië en het Ministerie van Cultuur. Jaren in isolatie werden afgewisseld met jaren vol publieke activiteiten.
Kort na de val van het communistische regime begon hij zich bezig te houden met de politiek. In 1990 trad hij toe tot Demos, de democratische oppositie van Slovenië. Deze coalitie van partijen werd geleid door zijn jeugdvriend Jože Pučnik. In 1992, toen Janez Janša verkozen werd als voorzitter, verliet hij de partij en werd hij lid van de Liberale Democratie van Slovenië (LDS). In 1998 werd hij verkozen in de gemeenteraad van Ljubljana. Tijdens zijn politieke carrière in Ljubljana was Božič meerdere keren betrokken bij verschillende controverses. Deze hadden vooral betrekking tot interne strubbelingen in de LDS partij. In 2006 werd Božič een van de belangrijkste voorstanders en aanhangers van de burgemeester van Ljubljana, Zoran Janković. Hetzelfde jaar werd hij opnieuw verkozen als lid in de gemeenteraad op de Zoran Janković lijst. Later vervoegde hij de sociale liberale partij Zares. 
In 2009 zorgde hij voor veel ophef toen hij voorstelde om een straat in Ljubljana te vernoemen naar de Joegoslavische president Josip Broz Tito. Datzelfde jaar stierf hij op 77-jarige leeftijd.
In 1999 maakte Vinko Möderndorfer een korte documentaire genaamd De man in het raam (Človek v šipi), waarin een kort portret wordt geschetst van Peter Božič. Het Sloveense theatermuseum organiseerde in 2013 een tentoonstelling met portretten van Božič gemaakt door beeldhouwer Mirsad Begić.

## Werk

### Literair begin
Božič begon al proza te schrijven op de middelbare school. In verschillende tijdschriften publiceerde hij zijn verhalen. Toen hij in het schooljaar 1954-1955 in Ljubljana arriveerde, was hij, net als veel andere jongere mensen, onder invloed van de naoorlogse literaire en filosofische stromingen van het westen. Een vernieuwd realisme deed zijn intrede in de Sloveense literatuur. Hij experimenteerde ook met het surrealisme en het expressionisme.

### Proza
Božič zijn proza werken weerspiegelen zijn interesse in de existentiële filosofie. In zijn teksten bestudeert hij twee aspecten van het menselijke leven: de liefde en de dood. De personages zijn verschoppelingen en mensen van lagere stedelijke klassen, die aan de rand van de samenleving leven. Hun enige uitweg uit deze positie is de dood. Zijn romans zijn vaak gevestigd te midden van stedelijke armoede.   
In zijn meest gekende prozawerk De dood van vader Vincent (Očeta Vincenca smrt) beschrijft hij zijn jeugdervaringen ten tijde van oorlog. Deze roman wordt beschouwd als een van de beste literaire beschrijvingen van de Tweede Wereldoorlog in de Sloveense literatuur. 

### Toneel
Peter Božič was, naast prozaschrijver, ook een van de belangrijkste vertegenwoordigers van het theater van het absurde. Zijn spelen zijn geïnspireerd door het Engelse en Franse hedendaagse drama. Er is een duidelijke invloed te merken van Samuel Beckett en Eugène Ionesco. 
Zijn toneelstukken vinden meestal plaats in een abstracte ruimte en tijd. Er worden vreemde en onlogische gebeurtenissen opgevoerd. Mensen die op de rand van de samenleving leven, staan, net als in zijn prozawerken, centraal in zijn toneelspelen. Ze zijn machteloos en tragisch. 
In zijn dramawerken wordt de spot gedreven met de klein burgerlijke mentaliteit en moraal. 

### Proza
- Izven (Buiten), 1963 - existentiële roman
- Na robu zemlje (Aan de rand van de aarde), 1968 - existentiële roman
- Jaz sem ubil Anito (Ik doodde Anita), 1972 - existentiële roman
- Zemlja: Njen opis in njeno potovanje (De aarde: Haar beschrijving en haar reis), 1976 - absurdistische, surrealistische roman
- Na njeni travi (Op haar gras), 1976 - absurdistische, surrealistische roman
- Očeta Vincenca smrt (De dood van vader Vincent), 1979 - oorlogsroman
- Chubby was here: Zapisi iz spomina (Chubby was hier: Verslagen uit het geheugen), 1987 - herdenkingsproza
- Človek in senca (De man en de schaduw), 1990 - novelle
- Zdaj, ko je nova oblast (Nu, wanneer er een nieuwe regering is), 1993 - existentiële roman

### Drama
- Človek v šipi (De man in het raam), 1955, 1970 - toneelstuk met epiloog
- Zasilni izhod (Nooduitgang), 1957, 1970 - eenakter
- Križišče (Kruispunt), 1957, 1970 - eenakter
- Vojaka Jošta ni (Soldaat Jošta is er niet), 1962, 1970 - vrolijk spel
- Kaznjenci (De veroordeelden), 1963, 1970
- Dva brata (De twee broers), 1965, 1970 - komedie
- Jezdec na strehi (De ruiter op het dak), 1968
- Obisk stare mame (Bezoek van grootmoeder), 1968
- Službena pot (De missie), 1970
- Prikazni (De afbeelding), 1970
- Tomšičeva smrt (De dood van Tomšičev), 1972
- Mravlje so še na zvezdah (De mieren zijn nog in de sterren), 1975
- Panika (De stormloop),1977
- Komisar Kriš(Commissaris Kris), 1978, 1979 - tragedie in 30 scènes
- Vračanja (De terugkeer), 1980
- Ledenica (Ijspegel), 1980 - uitgezonden op RTV Slovenija onder de titel Očeta Vincenta smrt, 1988
- Nad nami so znamenja tri, 1981
- Španska kraljica (De Spaanse koningin), 1985, 1987
- Vedomec Kriš, 1986
- Dosje (De dossiers), 2001 - een toneelstuk in twee delen
  - Ta igra se nikoli ne konča (Dit toneelstuk eindigt nooit), 2001 – een variant van Dosje
  - Pod ognjenikom (Onder de vulkaan), 2001 –  een variant van Dosje
  - Dosije (De dossiers), 2001 – een variant van Dosje
- Šumi (De herrie), 2009

## Prijzen
- 1970 – Župančičev prijs
- 1972 – Prijs van het Prešerenfonds voor zijn roman Ubil sem Anito
- 1988 – Borštnikov bijeenkomst, goud
- 2002 – Ereteken van de vrijheid van de Republiek Slovenië, zilver